# Internationale tanzmesse nrw
Die internationale tanzmesse nrw war die größte internationale professionelle Netzwerkplattform für zeitgenössischen Tanz und fand überwiegend in Düsseldorf statt. Sie brachte Tanzschaffende aus mehr als 40 Ländern aller Kontinente zusammen und wurde vom nrw landesbuero tanz veranstaltet.

## Konzept
Die internationale tanzmesse nrw vereinte Netzwerk- und Austauschmöglichkeiten mit der Präsentation internationaler Tanzkünstler. Die Tanzmesse richtete insbesondere an Tanzschaffende und brachte Künstler, Kulturinstitutionen, Veranstalter, Fachmedien sowie das tanzinteressiert Publikum zusammen.

## Geschichte
Initiiert wurde die internationale tanzmesse 1994 von der Leiterin des NRW Landesbüro Tanz, Anne Neumann-Schultheiß, dem Referatsleiter Theater und Tanz der Landesregierung NRW, Wolfgang Hoffmann und dem Kulturdezernenten der Stadt Essen, Oliver Scheytt. Träger war die Gesellschaft für Zeitgenössischen Tanz NRW e. V. (heute: nrw landesbüro tanz e.V.), unterstützt von der Stadt Essen, dem Kulturministerium Nordrhein-Westfalen und der Kunststiftung NRW. Als regionales Ereignis, hauptsächlich für Künstler und Choreograf aus NRW ausgerichtet, fand sie unter Leitung von Anne Neumann-Schultheiß 1994, 1997 und 2000 auf Zeche Zollverein in Essen statt. In diesem Zeitraum entwickelte sich die Tanzmesse von einer regionalen Veranstaltung zu einem Treffpunkt der internationalen Tanzszene.
Seit 2002 war die internationale tanzmesse nrw alle zwei Jahre in Düsseldorf als Hauptaustragungsort zu Gast. Der Veranstaltungszeitraum umfasste vier Tage, jeweils Ende August. Sie war Treffpunkt für Künstler, Kulturinstitutionen, Agenturen, Tanzwissenschaftler, Fachmedien und Veranstalter aus aller Welt. Die Messehallen befanden sich von 2002 bis 2022 im NRW-Forum Kultur und Wirtschaft. Die Messe für Fachbesucher wurde von einem Performance-Programm begleitet, das auf den Bühnen von Düsseldorf und anderen Städten Nordrhein-Westfalens (u. a. Leverkusen und Krefeld) stattfand und sich an tanzinteressiertes Publikum richtete. Von 2002 bis 2013 leitete Kajo Nelles zusammen mit seiner Stellvertreterin Carolelinda Dickey (USA) die internationale tanzmesse nrw. Für die Ausgaben 2014 und 2016 übernahm Felix Wittek die Leitung. Die Ausgabe 2018 fand unter der Leitung von Dieter Jaenicke statt. 2020 wurde die internationale tanzmesse nrw aufgrund der Covid-19-Pandemie als eintägiges Online-Vernetzungs-Event veranstaltet. Katharina Kucher und Isa Köhler leiteten gemeinsam die internationalen tanzmesse nrw für die Ausgaben 2022 und 2024. Durch Budgetkürzungen im Kulturetat des Landes Nordrhein-Westfalen unter der Ministerin Ina Brandes, sah sich der Veranstalter nicht mehr in der Lage, die Veranstaltung fortzuführen.